# دوري كاليدونيا الجديدة لكرة القدم
دوري كاليدونيا الجديدة لكرة القدم هو الدوري الوطني لكرة القدم في كاليدونيا الجديدة، .البطل الحالي هو نادي هينجين سبورت.